# Servicio Navarro de Empleo
```
El 
Servicio Navarro de Empleo
, de forma acrónima 
SNE
 (
Nafar lansare
 en 
euskera
 y denominado oficialmente 
Servicio Navarro de Empleo (SNE) - Nafar Lansare
) es el encargado de las prestaciones públicas sobre el empleo del 
Sistema Nacional de Empleo
 en la 
Comunidad Foral de Navarra
.
[
1
]
[
2
]
```

## Características
Este organismo, creado en 1998, tiene el carácter de organismo autónomo de naturaleza administrativa, con personalidad jurídica propia y plena capacidad de obrar para el cumplimiento de sus fines.